# Leptoperilissus orator
Leptoperilissus orator là một loài tò vò trong họ Ichneumonidae.